# Mandoline et Pivoines de Chine
Mandoline et Pivoines de Chine, aussi nommée Nature morte à la mandoline ou Nature morte aux pivoines et Mandoline, est une peinture à l'huile sur toile du peintre Français Paul Gauguin datée et signée sur le bord droit « P. Gauguin, 85  ». Elle est conservée dans une collection privée après avoir été longtemps conservée au musée d'Orsay, à Paris.  

## Description
Un vase bleu à médaillon marron contenant un grand bouquet de pivoines de Chine multicolores, une mandoline vue de trois quarts et une coupe de porcelaine chinoise sont posés sur une table. Gauguin reproduit au fond, sur un mur bleu foncé, la partie droite d'un paysage d'Armand Guillaumin lui ayant appartenu.

## Historique
Anciennement dans la collection d'Ambroise Vollard à Paris, le tableau est acheté le 28 février 1941 au marchand Étienne Bignou par le Kaiser Wilhelm Museum à Krefeld. Récupéré en zone britannique après la Seconde Guerre mondiale, il est confié à la garde des musées nationaux sous le sigle MNR 219. Il est attribué au musée du Louvre en 1950, puis déposé au musée d'Orsay en 1986. Il n'est pas inscrit à l'inventaire des collections nationales dans l'attente d'une éventuelle restitution.
La restitution est finalement décidée par la justice et le tableau est rapidement remis en vente, par Sotheby's le 16 mai 2023.

## Exposition
Le tableau est exposé dans le cadre de l'exposition Les Choses. Une histoire de la nature morte au musée du Louvre du 12 octobre 2022 au 23 janvier 2023, parmi les œuvres de l'espace nommé « La vie simple ».